# مارکوس فریمن (مربی فوتبال آمریکایی)
مارکوس فریمن (انگلیسی: Marcus Freeman؛ زادهٔ ۱۰ ژانویه ۱۹۸۶) یک مربی فوتبال آمریکایی و مدافع سابق خط دفاعی تیم آمریکا است که در حال حاضر سرمربی تیم دانشگاه نوتردام است. او قبلاً به عنوان دستیار مربی در تیم‌های فوتبال آمریکایی دانشگاه‌های سینسیناتی، پردو، کنت و اوهایو خدمت کرده‌است.